# التهاب النكفية
اِلْتِهَابُ النَّكَفِيَّةِ أو النُّكَافُ أو اِلْتِهَابُ الغُدَّةِ النَّكَفِيَّةِ أو اِلْتِهَابُ النَّكَفَةِ هو التهاب أحد أو كلا الغدتين النكفيتين، الغدد اللعابية الرئيسية تقع على جانبي الوجه، في البشر. الغدة النكفية هي الغدة اللعابية الأكثر شيوعا من الالتهاب. 

## الاسباب

### تجفيف
الجفاف: هذا هو السبب غير المعدي الأكثر شيوعا لالتهاب النكفية. قد يحدث في كبار السن أو بعد الجراحة. 

### التهاب النكفية المعدية
التهاب النكفية الجرثومي الحاد: هو في معظم الأحيان يسبب عدوى بكتيرية من المكورات العنقودية الذهبية ولكن قد تكون ناجمة عن أي بكتيريا معايشه. 
التهاب النكفية كما السل خارج الرئة: المتفطرة التي تسبب السل يمكن أيضا أن يسبب عدوى النكفية. هؤلاء المصابون يميلون إلى تضخم، غير ناضجة، ولكن غدد مؤلمة إلى حد ما. يتم التشخيص من خلال نتائج التصوير الشعاعي الصدر النموذجي، والثقافات، أو التشخيص النسيجي بعد إزالة الغدة. عند تشخيص وعلاج مع الأدوية المضادة للرقبة، قد تعود الغدة إلى وضعها الطبيعي في 1-3 أشهر. 
التهاب النكفية الفيروسي الحاد (النكاف): السبب الفيروسي الأكثر شيوعا لالتهاب النكفية هو النكاف. وقد أدت التطعيمات الروتينية إلى انخفاض نسبة النكاف إلى مستوى منخفض جدا. النكاف يحل من تلقاء نفسها في حوالي عشرة أيام. 
التهاب باروتوتيس فيروس نقص المناعة البشرية: اعتلال عقد لمفية معممة منذ فترة طويلة مرتبطة بفيروس نقص المناعة البشرية، ولكن التوسع المحلي للغدة النكفية هو أقل شهرة. 

### أسباب المناعة الذاتية
هذه هي أيضا تعرف مجتمعة باسم التهاب النكفية المزمن المنقط أو التهاب النكفية المزمن المناعة الذاتية.
متلازمة سوغرن: التهاب مزمن في الغدد اللعابية قد يكون أيضا من أمراض المناعة الذاتية المعروفة باسم متلازمة سوغرن. ويبدو أن المرض الأكثر شيوعا بين الأشخاص الذين تتراوح أعمارهم بين 40 و 60 عاما، ولكنه قد يؤثر على الأطفال الصغار. في متلازمة سيوغرين، فإن انتشار التهاب النكفية في النساء مقابل الرجال هو حوالي 9: 1. يتم توسيع الغدة النكفية المعنية والعطاء في بعض الأحيان. السبب غير معروف. وغالبا ما تتميز متلازمة الجفاف المفرط في العينين والفم والأنف والمهبل والجلد. 
الآفة اللمفاوية الظهارية من غودوين: غالبا ما ترتبط مع ورم مقيد مع ملامح نسيجية من متلازمة سوغرن. كما أن هذا التعيين لم ينجح. 

### انسداد
انسداد القناة النكفية الرئيسية، أو أحد فروعها، غالبا ما يكون السبب الرئيسي لالتهاب النكفية الحاد، مع مزيد من الالتهاب الثانوي إلى عدوى بكتيرية. قد يكون الانسداد من الحجر اللعابي، والمكونات المخاطية، أو، نادرا ما، عن طريق الورم، وعادة ما تكون حميدة. الحجارة اللعابية (وتسمى أيضا سيالوليثيسيس، أو حسابية اللعابية حساب التفاضل والتكامل) مصنوعة أساسا من الكالسيوم، ولكن لا تشير إلى أي نوع من اضطرابات الكالسيوم. يمكن تشخيص الحجارة عن طريق الأشعة السينية (بمعدل نجاح حوالي 80٪)، التصوير المقطعي المحوسب أو الموجات فوق الصوتية الطبية. يمكن إزالة الحجارة عن طريق التلاعب في مكتب الطبيب، أو، في أسوأ الحالات، عن طريق الجراحة. ويعرف تفتيت الحصى، المعروف أيضا باسم «موجة الصدمة» العلاج، لاستخدامها تكسير حصى الكلى. ويمكن الآن استخدام تفتيت الحصوات على الحجارة اللعابية أيضا. الموجات فوق الصوتية تفكك الحجارة، وشظايا تدفق من القناة اللعابية. 

### أمراض غير مؤكدة السبب
التهاب النكفية المزمن غير محددة: يستخدم هذا المصطلح عادة للمرضى الذين لم يتم العثور على سبب محدد. قد تستمر الحلقات لعدة أيام، موازية لدورة المرض البكتيرية أو الفيروسية. البعض الآخر قد تواجه حلقات تستغرق بضع ساعات فقط من البداية إلى حل. قد تستمر بعض الحلقات لعدة أسابيع. فترات هادئة بين الحلقات تستمر لساعات أو أيام أو حتى سنوات. 
التهاب النكفية المتكرر للطفولة: متلازمة غير شائعة حيث نوبات متكررة تشبه سريريا النكاف. عموما، الحلقات تبدأ من سن 5 سنوات، وجميع المرضى تقريبا تصبح غير متناظرة من سن 10-15 سنة. مدة الهجمات تتراوح بين 3-7 أيام ولكن قد تستمر 2-3 أسابيع في بعض الأفراد. يختلف الطيف من هجمات خفيفة وغير متكررة إلى حلقات متكررة بحيث تمنع الحضور المنتظم إلى المدرسة. الحرارة المحلية المطبقة على الغدة، وتدليك الغدة من الخلف إلى الأمام، وأخذ البنسلين عادة علاج الحلقات الفردية. علاج الالتهابات الفردية قد تمنع إصابة لحمة الغدة. يمكن علاج المرض الشديد عن طريق استئصال النكفية. 
سيالادينوسيس (سيالوسيس): في هذا الاضطراب، قد يتم توسيع كل من الغدد النكفية بشكل عصبي مع أعراض متواضعة فقط. المرضى الذين تتراوح أعمارهم بين 20-60 سنة في البداية، والجنسين تشارك على قدم المساواة. الغدد لينة وغير العطاء. ما يقرب من نصف المرضى لديهم اضطرابات الغدد الصماء مثل مرض السكري، واضطرابات التغذية مثل بيلاجرا أو كواشيوركور، أو قد تناولت المخدرات مثل غوانيثيدين، ثيوريدازين، أو إيزوبرينالين. 
الساركويد: الرئتين والجلد والغدد الليمفاوية غالبا ما تتأثر، ولكن الغدد اللعابية تشارك في حوالي 10٪ من الحالات. الشركات الثنائي، على نحو سلس، وغير العطاء تضخم النكفية هو الكلاسيكية. يحدث جفاف حلقي أحيانا. متلازمة هيرفوردت والدنستروم تتكون من الساركويد مع تضخم النكفية، الحمى، التهاب القزحية الأمامي، وشلل العصب الوجهي. 
التهاب الغدد اللعابية المرتبط ب IgG4: يشير هذا المصطلح إلى المرض المرتبط بال IgG4 (IgG4-أردي) الذي يشمل أي من الغدد اللعابية الرئيسية، أي الغدد النكفية أو الغدد تحت الفك السفلي. هذا غالبا ما يكون متناظرة وعادة ما يرتبط مع مظاهر IgG4-أردي في مكان آخر من الجسم. يرتبط التهاب الغدد اللعابية ذات الصلة IgG4 بشكل خاص مع مشاركة واحد أو كل من الغدد الدمعية (المشار إليها باسم IgG4 ذات الصلة داكريو-سيالادينيتيس). مرض ميكوليتش، الذي يعتبر الآن نوعا فرعيا من الأمراض المرتبطة بال IgG4، هو مصطلح يستخدم عند (1) أي اثنين من الغدد النكفية، تحت الفك السفلي والدمعية كانت مستمرة وبشكل متناظر الموسع و (2) الأمراض الأخرى التي قد تحاكي هذا العرض كانت مستبعده. 
التهاب رئوي: الهواء داخل قنوات الغدة النكفية مع أو بدون الالتهاب. تعمل فتحة القناة عادة كصمام لمنع الهواء من دخول الغدة من تجويف الفم المضغوط. نادرا، صمام غير كفء يسمح نفخ الهواء في نظام مجاري الهواء. التهاب الرئة الرئوي الأكثر شيوعا يحدث في لاعبين صك الرياح، منفاخ الزجاج، والغواصين.
تقع العديد من العقد الليمفاوية داخل الغدة النكفية باعتبارها مجموعة سطحية وعميقة من العقد. قد تتورط هذه العقد مع أي عملية تؤثر على العقد اللمفاوية، بما في ذلك العمليات البكتيرية والفطرية والفيروسية والأورام. نادرا ما المخدرات مثل يوديد، فينيلبوتازون، ثيوراسيل، ايزوبروتيرينول، المعادن الثقيلة، السلفيسوكسازول، والفينوثيازين يسبب تورم النكفية. 

## وصلات خارجية
- eMedicine